# Бентлево
Бентлево (пол. Bętlewo) — село в Польщі, у гміні Вельґе Ліпновського повіту Куявсько-Поморського воєводства.
Населення — 248 осіб (2011).
У 1975-1998 роках село належало до Влоцлавського воєводства.

## Демографія
Демографічна структура станом на 31 березня 2011 року:
|          | Загалом | Допрацездатний вік | Працездатний вік | Постпрацездатний вік |
| -------- | ------- | ------------------ | ---------------- | -------------------- |
| Чоловіки | 132     | 40                 | 76               | 16                   |
| Жінки    | 116     | 28                 | 64               | 24                   |
| Разом    | 248     | 68                 | 140              | 40                   |